# Charles Rodolphe Brupbacher Stiftung
Die Charles Rodolphe Brupbacher Stiftung fördert die Krebsforschung in der Schweiz und international. Sie wurde im November 1991 von Frédérique Brupbacher im Legat ihres 1987 verstorbenen Mannes Charles Rodolphe Brupbacher mit Sitz in Vaduz, Liechtenstein, errichtet.
Die Stiftung veranstaltet alle zwei Jahre ein internationales wissenschaftliches Symposium, das «Charles Rodolphe Brupbacher Symposium», an dem der öffentliche «Charles Rodolphe Brupbacher Vortrag» gehalten wird und an dem sie den «Charles Rodolphe Brupbacher Preis für Krebsforschung» und Nachwuchspreise verleiht.

## Organisation
Den Stiftungsrat – der die Stiftung verwaltet, nach aussen vertritt, Entscheide trifft über Preisverleihungen und begleitende Symposien – bilden (Stand 2017): Georg C. Umbricht, Präsident, Zürich; Michael O. Hengartner, Rektor der Universität Zürich und Co-Präsident des Stiftungsrats; Lukas S. Keller, Zürich; Alexander Knuth, Zürich; Veit de Maddalena, Zürich; Holger Moch, Zürich; Ernst J. Walch, Vaduz.
Den wissenschaftlichen Beirat, der Kandidaten für den «Charles Rodolphe Brupbacher Preis für Krebsforschung» nominiert und Redner für die Symposien empfiehlt, bilden (Stand 2017): Holger Moch, Präsident des wissenschaftlichen Beirats, Institut für Pathologie und Molekularpathologie, UniversitätsSpital Zürich; Lauri A. Aaltonen, Biomedicum Helsinki, Finland; Nancy E. Hynes, Friedrich Miescher Institut für Biomedizinische Forschung, Basel; Josef Jiricny, Institut für Biochemie, ETH Zürich; Markus G. Manz, Zentrum für Hämatologie und Onkologie, Universitätsspital Zürich; Alex Markham, St. James’s University Hospital, Leeds; Miriam Merad, Mount Sinai School of Medicine, New York, USA; Lukas Sommer, Anatomisches Institut, Universität Zürich; Rainer Weber, Dekan der Medizinischen Fakultät, Universität Zürich.

## Preisträger
Der «Charles Rodolphe Brupbacher Preis für Krebsforschung» wird an Wissenschaftler verliehen, «die auf dem Gebiet der Grundlagenforschung hervorragende Leistungen erbracht haben». Der Nachwuchspreis an Nachwuchswissenschafter, die ein Abstract für das wissenschaftliche Symposium eingereicht haben.
| Jahr | Charles Rodolphe Brupbacher Preis für Krebsforschung                                                                | Nachwuchspreis |
| ---- | --- | --- |
| 1993 | Arnold J. Levine, Princeton, NJ; David P. Lane, Dundee, Schottland                                                  | |
| 1995 | Alfred G. Knudson, Philadelphia, PA; Robert A. Weinberg, Cambridge, MA                                              | |
| 1997 | Laurent Degos, Paris; Zhen-yi Wang, Shanghai                                                                        | |
| 1999 | George Klein, Stockholm; Harald zur Hausen, Heidelberg                                                              | |
| 2001 | Brian Druker, Portland, OR                                                                                          | |
| 2003 | Rudolf Jaenisch, Cambridge, MA; Erwin Wagner, Wien                                                                  | |
| 2005 | Mariano Barbacid, Madrid; Klaus Rajewsky, Boston, MA                                                                | Ulrich auf dem Keller, Zürich; Melanie Blasius, Zürich; Patrick Garcia, Zürich; Katarina Hajdin, Zürich; Armelle Yart, Zürich                                                  |
| 2007 | Lloyd J. Old, New York, NY; Robert D. Schreiber, St. Louis, MO; Mark J. Smyth, East Melbourne, Victoria, Australien | Michele Teng, Victoria, Australien; Sara Colombetti, Lausanne; Ataman Sendoel, Zürich; Gunther Boysen, Zürich; Peter J. Wild, Zürich                                           |
| 2009 | Nubia Muñoz, Lyon; Richard Peto, Oxford                                                                             | Johannes Haybaeck, Zürich; Laura Bonapace, Zürich; Andreas Wicki, Basel; Claudio R. Thoma, Zürich                                                                              |
| 2011 | Bert Vogelstein, Baltimore; Jan H. Hoeijmakers, Rotterdam                                                           | Stefan Ch. Metzler, Zürich; Jean-Philippe Theurillat, Zürich; Vanessa J. Craig, Zürich; Kanagaraj Radhakrishnan, Zürich; Svetlana Khoronenkova, Oxford; Daniel Cortázar, Basel |
| 2013 | Michael Karin, San Diego, CA                                                                                        | Daniel Zingg, Zürich; Sabine Gruber, Köln; Gregory Driessens, Brüssel, Luxemburg; Angelos Papaspyropoulos, Oxford; Adrian Britschgi, Basel                                     |
| 2015 | Irving L. Weissman, Stanford, CA; Joan Massagué, New York                                                           | Michael Kiessling Zürich; Hella A. Bolck, Zürich; Jan Pencik, Wien; Phil F. Cheng, Zürich; Christian M. Schürch und Carsten Riether, Bern                                      |
| 2017 | Adrian Bird, Edinburgh; Guido Kroemer und Laurence Zitvogel, Paris                                                  | Júlia Aguadé-Gorgorió, Zürich; Natalia Arenas-Ramirez, Zürich; Anna C. Groner, Basel; Karina Silina, Zürich; Anna Stelling, Zürich                                             |
| 2019 | Michael Hall, Basel                                                                                                 | Barbara Szczerba, Basel; Fabienne Meier-Abt und Sabine Amon, Zürich; Francisco C. Caiado, Lissabon; Paulino Tallón de Lara, Zürich; Maria Chiara Raso, Zürich                  |